# Wallander – Innan frosten
Wallander – Innan frosten är en svensk thriller från 2005 i regi av Kjell-Åke Andersson med Krister Henriksson, Johanna Sällström och Ola Rapace i huvudrollerna. Filmen, som är baserad på en roman från 2002 av Henning Mankell med samma namn, hade skandinavisk biopremiär 14 januari 2005. Filmen var den första i den första omgången på 13 filmer om Kurt Wallander, Linda Wallander och Stefan Lindman. Filmen spelades in 2004.

## Handling
Kurt Wallander missar sin dotter Lindas examen från polishögskolan, och när hon väl anländer till polisstationen i Ystad upptäcker Kurt att de har vitt skilda uppfattningar om hur man ska sköta sitt jobb. När en flock brinnande svanar en morgon lyfter från en närbelägen sjö ser det till en början ut som ett vanligt pojkstreck, men en engelsk bibel med citat skrivna på hebreiska antyder för Kurt att det rör sig om något betydligt allvarligare, och utredningen tvingar honom att samarbeta med sin dotter.

## Rollista
- Krister Henriksson som Kurt Wallander
- Johanna Sällström som Linda Wallander
- Ola Rapace - Stefan Lindman
- Ellen Mattsson som Anna Westin
- Niklas Falk som Erik Westin
- Angela Kovács som Ann-Britt Höglund
- Douglas Johansson som Martinsson
- Mats Bergman som Nyberg
- Fredrik Gunnarsson som Svartman
- Chatarina Larsson som Lisa Holgersson
- Jens Hultén som Torgeir
- Karin Bertling som Birgitta Medberg
- Malena Engström som Myran
- Maria Arnadottir som Malin Krantz
- Marianne Mörck som Ebba
- Siw Erixon som läkare
- Catherine Jeppsson som Vanja Medberg
- Edvin Ahlgren som Felix
- Wallis Grahn som obducenten
- Rafael Pettersson som Jörgen
- Sandra Huldt som Cecilia
- Jesper Åvall som polis
- Sven Angleflod som biskop
- Eva Hovstadius som präst
- Anki Lidén som Monas röst
- Ulrika Nilsson som nyhetsankare